# Paradoxe de l'âne de Buridan
 (mars 2016).
Si vous disposez d'ouvrages ou d'articles de référence ou si vous connaissez des sites web de qualité traitant du thème abordé ici, merci de compléter l'article en donnant les références utiles à sa vérifiabilité et en les liant à la section « Notes et références ».

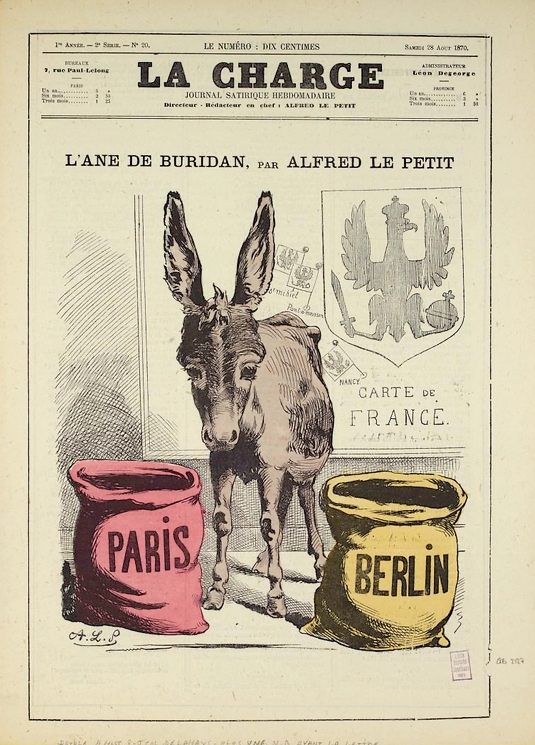
L'âne de Buridan hésitant quant au camp à faire triompher lors de la Guerre franco-allemande de 1870.

Le paradoxe de l’âne de Buridan est une parabole selon laquelle un âne mourait de faim entre deux picotins d'avoine placés à égale distance de lui (ou entre un seau contenant de l'avoine et un seau contenant de l'eau), faute de pouvoir choisir. On ne peut, à proprement parler, faire de ce cas de figure un paradoxe logique ; il s'agit plutôt d'un cas d'école de dilemme poussé à l'absurde.
Le paradoxe de l’âne de Buridan n'apparaît dans aucune des œuvres connues de Jean Buridan, bien qu'il soit tout à fait cohérent avec la théorie buridanienne de la liberté et de l'animal. En revanche, cette thématique apparaît dans Du ciel, où Aristote se demande comment un homme qui doit choisir entre l'eau et la nourriture choisit entre elles.
Buridan ne discute pas du problème particulier mais son apport est qu’il plaida pour un déterminisme moral où, sauf pour l’ignorance ou l’embarras, un humain qui fait face à des comportements possibles doit toujours choisir le plus grand bien. Buridan considère que la volonté peut retarder le choix pour déterminer plus complètement les résultats possibles de l’option. Des présentateurs ultérieurs ont satirisé cette vue en un âne assoiffé et affamé, positionné à égale distance entre un seau d'eau et un seau d'avoine. L’âne meurt de faim et de soif alors qu’il hésite entre ses deux désirs.
L'argument est très proche de celui d'Aristote perplexe au sujet de ce qui arriverait en cas de tension excessive d'une corde parfaitement homogène et « ne sachant donc pas » en quel point se rompre.
Il semble que Spinoza soit le premier à parler de l'« ânesse de Buridan » (« Buridani asina »). Dans la scolie de la proposition 49 de la deuxième partie de l'Éthique, Spinoza répond à une objection possible contre son propre système :
« On peut […] objecter que, si l'homme n'opère pas par la liberté de la volonté, qu'arrivera-t-il donc s'il est en équilibre, comme l'ânesse de Buridan ? Mourra-t-il de faim et de soif ? Que si je l'accorde, j'aurai l'air de concevoir une ânesse, ou une statue d'homme, non un homme ; et si je le nie, c'est donc qu'il se déterminera lui-même, et par conséquent c'est qu'il a la faculté d'aller, et de faire tout ce qu'il veut. […] J'accorde tout à fait qu'un homme placé dans un tel équilibre (j'entends, qui ne perçoit rien d'autre que la soif et la faim, tel aliment et telle boisson à égale distance de lui) mourra de faim et de soif. S'ils me demandent s'il ne faut pas tenir un tel homme pour un âne plutôt que pour un homme ? Je dis que je ne sais pas, pas plus que je ne sais à combien estimer celui qui se pend, et à combien les enfants, les sots, les déments, etc. » (traduction française de Bernard Pautrat, p. 191 et 195).
Spinoza procède à une généralisation que Buridan aurait refusée. Selon Buridan, en effet, l'âne mourrait de faim et de soif, mais un homme placé dans la même situation serait capable de choisir arbitrairement : c'est la « liberté d'indifférence ». Spinoza, en revanche, estime que sur ce point il n'y a pas de différence entre l'homme et l'animal : même l'homme mourrait de faim et de soif.

## Résolution du paradoxe
Dans ce cas particulier, la médecine nous apprend que la soif est un plus grand danger que la faim : il est possible de tenir trois semaines, un mois sans manger ; mais pas plus de deux à trois jours sans boire. L'âne a donc intérêt à se désaltérer en premier.

Mais en considérant ces deux besoins vitaux dans l'abstrait, en tant que nécessités de valeur égale, il n'y a pas de résolution logique au problème. L’âne doit faire un choix arbitraire. Ainsi en débloquant sa soif ou sa faim, il pourra débloquer son autre problème. Il faut donc ajouter au choix logique un choix soit aléatoire soit avec une règle absurde (je commence par la droite ou je choisis de boire plutôt que de manger car B est avant M).
On retrouve ce type de solution dans certains algorithmes informatiques de tri[réf. souhaitée]. Le programme (l’âne) doit ordonner deux nombres identiques, il choisira d'utiliser la position de présentation hors de toute logique.